# RDW (Dienst Wegverkeer)
De RDW is de organisatie die de registratie van gemotoriseerde voertuigen en rijbewijzen in Nederland verzorgt. De RDW is een zelfstandig bestuursorgaan (ZBO) van de Nederlandse overheid en valt onder de verantwoordelijkheid van het ministerie van Infrastructuur en Waterstaat. 
De naam RDW is oorspronkelijk afgeleid van de benaming Rijksdienst voor het Wegverkeer, maar dat is sinds 1996 niet langer de officiële naam. De Wegenverkeerswet 1994 spreekt van een Dienst Wegverkeer, en bepaalt dat deze dienst in het maatschappelijk verkeer wordt aangeduid als RDW.

## Geschiedenis
De dienst ontstond in 1949 uit de samenvoeging van de Technische Dienst van de Rijksverkeersinspectie en het Bureau Inschrijvingen Motorrijtuigen en Aanhangwagens van Rijkswaterstaat. In 1951 werd ook de kentekenregistratie ondergebracht bij de RDW. In 1974 werd in het kader van de Spreiding van Rijksdiensten een deel van de werkzaamheden verplaatst naar Veendam. De ICT-activiteiten werden gehuisvest in Groningen. Sinds 1996 is de RDW een zelfstandig bestuursorgaan (ZBO).  
Het hoofdkantoor bevindt zich in Zoetermeer. Daarnaast heeft de RDW nog een kantoor in Veendam (met servicebalie) en Groningen.

## Taken
De RDW voert wettelijke taken uit. Hoofdtaak is het bijhouden van de levensloop van Nederlandse gemotoriseerde voertuigen en het beheer van de bijhorende documenten, zoals kentekens. Dit gebeurt in de zogenoemde Basisregistratie Voertuigen (BRV). Daarnaast is de RDW ook de houder van het register voor rijbewijzen (en voor de bromfietscertificaten die tot 2006 werden uitgegeven) en daardoor ook de uitgever van het rijbewijs. De registratie van snelle motorboten is eveneens bij de RDW ondergebracht.
De taken zijn (onder andere) de volgende:
- Toelating van voertuigen en voertuigonderdelen op de Nederlandse en Europese markt. De RDW heeft hiervoor in Lelystad een keuringscentrum en testbaan.
- Toezicht en controle op de technische staat van voertuigen in verband met veiligheids- en milieueisen (algemene periodieke keuring, apk).
- Toezicht en controle op de door RDW erkende bedrijven.
- Registratie en informatieverstrekking (onder meer kentekens en rijbewijzen)
- Documentafgifte (onder meer kentekenbewijzen en rijbewijzen)

### Overname Nationale Autopas
De RDW heeft in januari 2014 de Stichting Nationale Autopas overgenomen. Dit is gedaan gezien het sinds januari 2014 illegaal is om de kilometerstand terug te draaien. De database van de RDW is hierdoor meer compleet. Alle door de RDW erkende bedrijven in Nederland zijn vanaf deze datum wettelijk verplicht om tellerstanden van personenauto's en lichte bedrijfsauto's (tot en met 3.500 kg) te registreren. Voor de tellerstand gelden een aantal verplichte registratiemomenten: een afmelding APK, de export van een voertuig, demontage van een voertuig, het tenaamstellen van een voertuig, een opname in bedrijfsvoorraad en in geval van reparatie of onderhoud. Voor het laatste geval werd tot 1 juli 2021 een grens van minimaal € 150 aan reparatie- en onderhoudskosten aangehouden. Vanaf deze datum is de ondergrens komen te vervallen en geldt dat de RDW erkende garages tellerstanden van auto’s, lichte bedrijfswagen én motoren bij elke reparatie moeten registreren, om regelmatig voorkomende fraude met kilometerstanden te voorkomen.

## Organisatie
De RDW kent in 2024 een organisatiestructuur bestaande uit vier divisies.

### Divisie Toezicht en Beoordeling (T&B)
Deze divisie, waarvan het management officieel in Zoetermeer werkt, heeft als belangrijkste taken om toezicht te houden op erkenningen en keuringen. Hieronder valt bijvoorbeeld het samenwerken met RDW-erkende bedrijven die keuringsstations kunnen zijn, waarbij de RDW met enige regelmaat steekproeven uitvoert. Daarnaast moeten particulieren en bedrijven die auto's van het buitenland importeren of ombouwen hun voertuig laten goedkeuren; ook dat valt onder de werkzaamheden van deze divisie.

### Divisie Voertuig Regelgeving en Toelating (VRT)
De divisie VRT is verantwoordelijk voor verschillende taken op het gebied van regelgeving voor zowel Nederland als de Europese Unie. Hieronder valt bijvoorbeeld het typegoedkeuren van voertuigen voor de hele Europese Unie en het verlenen van ontheffingen voor bijzondere transporten. Daarnaast houd deze divisie zich bezig met de experimenteerwet waaronder het in Nederland toegestaan is om te experimenteren met toekomstige technologieën zoals zelfrijdende auto's. Deze divisie opereert onder andere vanuit Zoetermeer en Lelystad, maar ook internationaal.

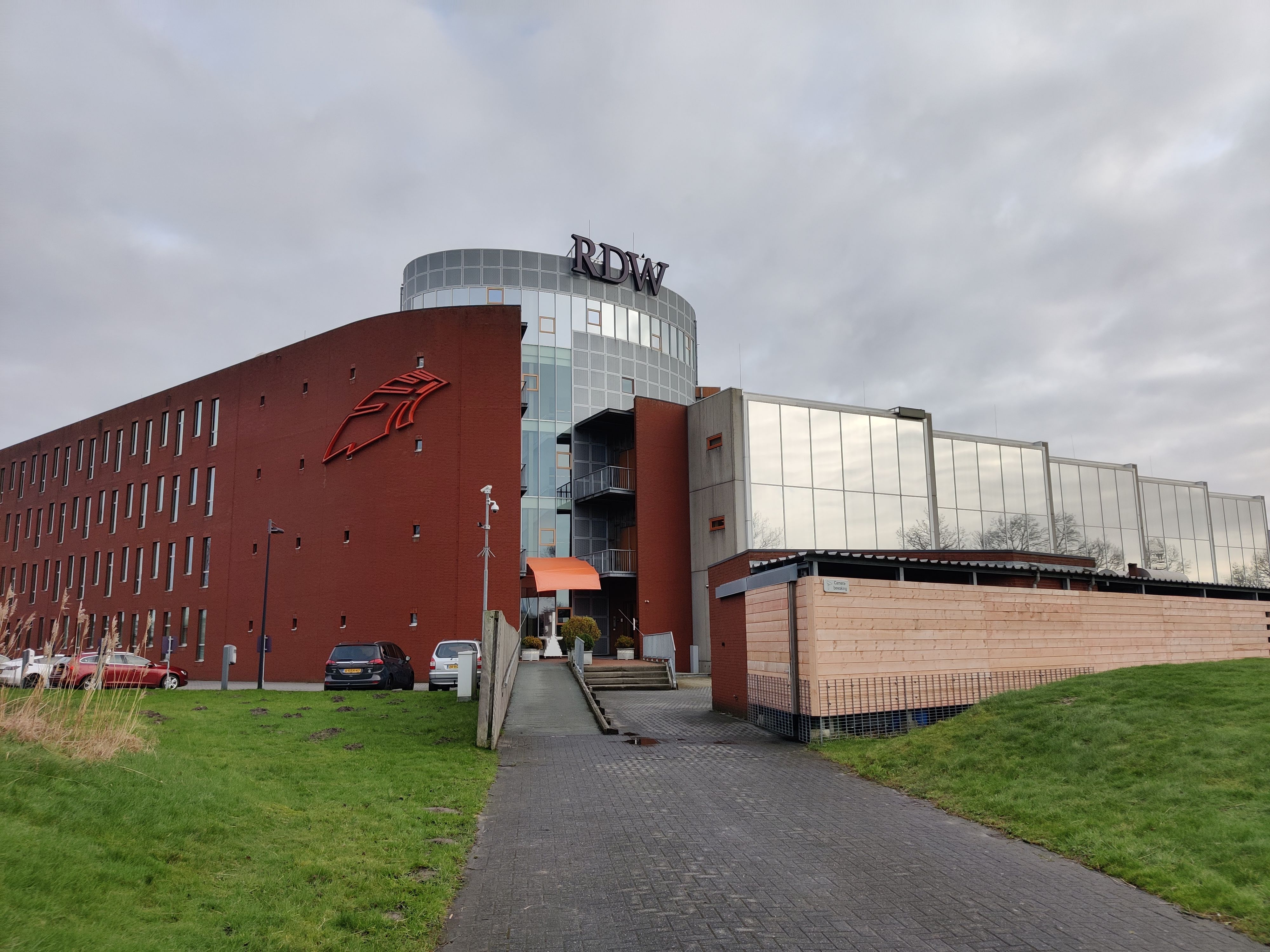
Het RDW-kantoor aan de Rozenburglaan in Groningen.

### Divisie ICT
De in Groningen gevestigde divisie ICT werkt aan diverse taken op het gebied van digitale voorzieningen voor zowel de eigen processen van de RDW, als ook voor dienstverlening voor particulieren, bedrijven, garagehouders en andere organisaties waar de RDW mee samenwerkt (zoals de politie, gemeentes, verzekeraars en het Centraal Bureau Rijvaardigheidsbewijzen).

### Divisie Registratie en Informatie (R&I)
Deze divisie heeft een rol in het beheren van registers en databases zoals het kentenenregister, rijbewijsregister, Nationaal Parkeer Register en het Verzekeringsregister. Deze divisie werkt vanuit Veendam waar tot 1 juni 2024 ook het Landelijk Intelligence- en expertisecentrum Voertuigcriminaliteit (LIV) gevestigd was. De samenwerking tussen de betrokken partijen (Politie, RDW en verzekeraars) wordt sindsdien op andere wijze voortgezet.

### Divisie Tolheffing
Begin 2023 is de divisie Tolheffing opgericht die zich richt op de tolheffing op de Blankenburgverbinding en de vrachtwagenheffing op het hoofdwegennet (verwacht in 2026). Het kantoor van deze divisie bevindt zich eveneens in Groningen en is in december 2023 officieel geopend.

## Locaties buiten Nederland
De RDW kent in 2022 twee vestigingen buiten Nederland; één in Detroit (Michigan, Verenigde Staten) en één in Seoel (Zuid-Korea). Deze locaties zijn strategisch gekozen om fysiek dicht bij de internationale voertuigindustrie zitten. 
Om dicht op de politieke besluitvorming en Europese wet- en regelgeving te zitten, heeft de RDW als Europese typegoedkeuringsautoriteit ook een vestiging in Brussel.

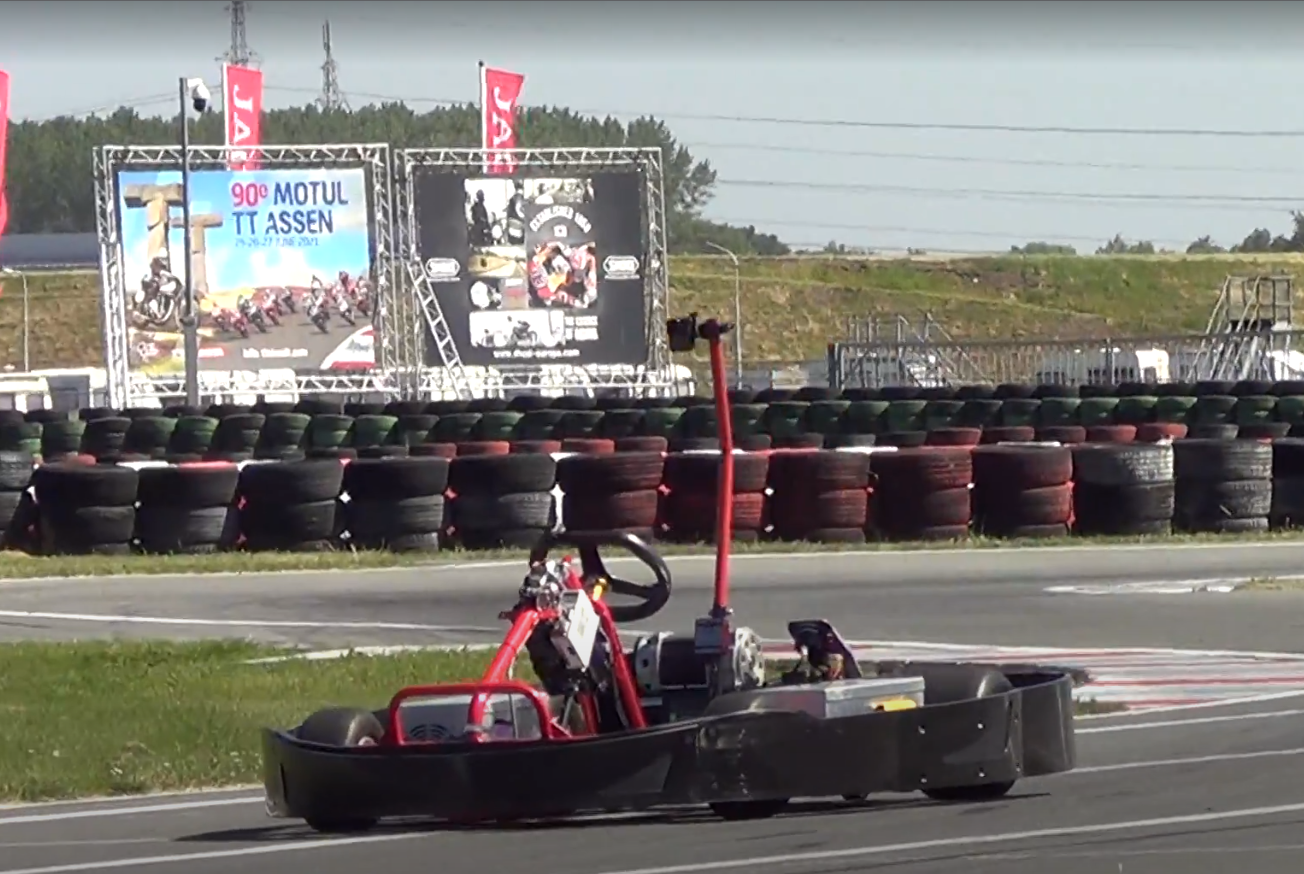
Een elektrische onbemande kart rijdt op TT-Circuit Assen

## Self Driving Challenge
Sinds 2019 organiseert de RDW jaarlijks de Self Driving Challenge voor studenten waarbij deze in teams software moeten ontwikkelen om zo elektrisch aangedreven karts zo snel mogelijk zelfstandig een circuit af te laten leggen. Het doel van dit project is zowel om enthousiasme te kweken bij studenten voor ICT en toekomstige ontwikkelingen in de auto-industrie. Daarnaast wil de RDW inzicht verkrijgen in de besluitvorming en besturing van zelfrijdende voertuigen.
Tot 2023 werd de Self Driving Challenge gehouden op het TT-circuit in Assen. Aangezien steeds meer scholen (uit heel Nederland) deelnemen, is ervoor gekozen om vanaf 2024 de challenge te houden op de RDW-testbaan in Lelystad als centrale locatie.